# Roberto Roche
Roberto Roche Benedito (nacido el 22 de febrero de 1935 en Villa Diego, Santa Fe, Argentina) es un exfutbolista argentino. Jugaba de delantero y su primer club fue Newell's Old Boys.

## Carrera futbolística
Su carrera como futbolista se inició en el año 1953 cuando se sumó a las filas de Newell's Old Boys. Se mantuvo en el plantel hasta el año 1955, cuando en 1956 se traslada a Huracán. En la temporada en 1957 ficha por O'Higgins de Chile dirigido por el argentino Salvador Calvente. En el club rancagüino realiza una muy buena campaña y se convierte en el goleador del equipo con 10 conquistas. En 1959 se fue a España para sumarse a las filas del Elche CF. Jugó para el club hasta 1960, año en el que finalmente se confirmó su retiro definitivo del fútbol.

## Clubes
| Club              | País      | Año       |
| ----------------- | --------- | --------- |
| Newell's Old Boys | Argentina | 1953-1955 |
| Huracán           | Argentina | 1956      |
| O'Higgins         | Chile     | 1957      |
| Elche CF          | España    | 1959-1960 |